# Quatre symphonies opus 37 de Luigi Boccherini
Pour un article plus général, voir Symphonies de Boccherini.
Les quatre symphonies opus 37 de Luigi Boccherini ont été composées à Madrid entre novembre 1786 et octobre 1787. Seule la troisième (G.517) est dédiée à la Duchesse de Benavente-Osuna, les trois autres au roi de Prusse Frédéric-Guillaume II.

## Discographie
- Symphonies op. 37 (nos 1, 3-4) [G.515, 517-518], op. 35 (4-6) et op. 41 - Deutsche Kammerakademie Neuss, dir. Johannes Goritzki (novembre 1992, avril/mai 1993, vol. 6 et 7, CPO 999176-2 et 999 177-2) (OCLC 45614675 et 45614676)
- Quatre Symphonies op. 37 (nos 1, 3, 4) [G.515, 517-518] et op. 42 [G.520] - London Festival Orchestra dir. Ross Pople (22-24 avril 1995, Hyperion CDA 66904) (OCLC 912682146)
- Sinfonie a grande orchestra op. 37 nos 1, 3, 4 [G.515, 517, 518] (1786/87) - Academia Montis Regalis, dir. Luigi Mangiocavallo (1996, Opus 111 OPS 30-168)
- Symphonie op. 37 no 1, Symphonies op. 12 nos 1 et 6 - London Mozart Player, dir. Matthias Bamert (12-13 janvier 2009, Chandos CHAN 10604) (OCLC 762658053)
- Sinfonie Concerto a più instrumenti obbligati op. 37 no 2 [G.516], Sinfonie op. 41 [G.519], Concerto pour violoncelle no 10 [G.483], Octuor [G.470] - Orchestre Pratum Integrum, dir. Pavel Sherbin (23-26 avril 2010, Caro Mitis CM 0012010) (OCLC 1013333501)